# Déville-lès-Rouen
Déville-lès-Rouen település Franciaországban, Seine-Maritime megyében. Lakosainak száma 10 690 fő (2022. január 1.). Déville-lès-Rouen Canteleu, Maromme, Mont-Saint-Aignan, Notre-Dame-de-Bondeville és Rouen községekkel határos.

## Népesség
A település népességének változása:
| Lakosok száma | 10 309 | 10 364 | 10 465 | 10 492 | 10 461 | 10 654 | 10 644 | 10 745 | 10 690 |
|               | 2013   | 2015   | 2016   | 2017   | 2018   | 2019   | 2020   | 2021   | 2022   |